# Tartanowa wstążka

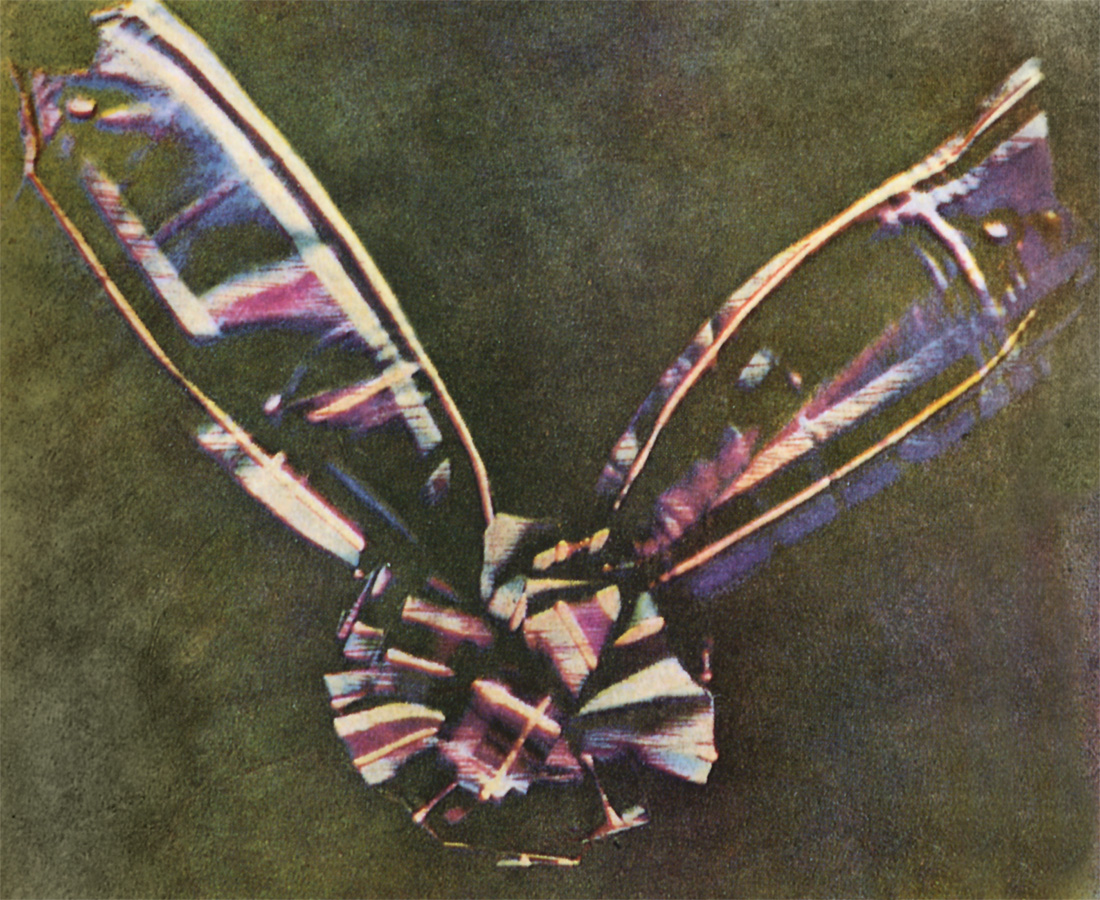
„Tartanowa wstążka” (Tartan Ribbon) Pierwsze na świecie kolorowe zdjęcie wykonane przez Thomasa Suttona w 1861

Tartanowa wstążka (ang. Tartan Ribbon) – popularna nazwa pierwszego na świecie kolorowego zdjęcia zrobionego w 1861 przez brytyjskiego fotografa Thomasa Suttona.

## Tło historyczne
Koncepcja percepcji kolorów przez ludzkie oko jako pomieszanych kolorów podstawowych była znana od XVII wieku, a już w 1807 Thomas Young prawidłowo opisał zasadę działania oka.
W maju 1861 James Maxwell został zaproszony przez Royal Institution do udzielenia wykładu na temat trzykolorowej teorii widzenia kolorów. Maxwell przyjął zaproszenie, jego wykład miał nosić tytuł „On the Theory of Three Primary Colours”. Poprosił znanego wówczas fotografa Thomasa Suttona o przygotowanie serii zdjęć mających ilustrować jego wykład. Do zilustrowania swojej teorii Maxwell potrzebował trzech czarno-białych zdjęć tego samego przedmiotu zrobionych przez czerwony, zielony i niebieski filtr. Zakładając, że teoria Maxwella była prawdziwa, połączony obraz trzech monochromatycznych zdjęć wyświetlony za pomocą trzech rzutników i filtrów o takich samych kolorach powinien być postrzegany jako kolorowy obraz.

## Zdjęcie
Sutton osobiście przygotował cztery filtry, za które służyły naczynia wypełnione barwnymi roztworami: czerwony, zielony, niebieski oraz żółty, i korzystając z każdego z nich zrobił jedno zdjęcie kolorowej tartanowej wstążeczki (zdjęcie zrobione przez żółty filtr nie było użyte w czasie wykładu Maxwella). Zielony filtr był roztworem chlorku miedzi(II), czerwony zawierał rodanek żelaza(III), niebieski był amoniakalnym roztworem siarczanu miedzi(II). Zdjęcia były robione w popularnym wówczas procesie kolodionowym. Do uzyskania zdjęcia robionego przez filtr niebieski wystarczyło 6 sekund naświetlania, około dwa razy więcej niż dla zdjęcia robionego bez filtra. Na pierwszym zielonym zdjęciu nie pojawił się żaden obraz pomimo 12-minutowego czasu naświetlania, dopiero po rozcieńczeniu płynnego filtra udało się uzyskać drugie zdjęcie, ponownie po 12 minutach naświetlania, Zdjęcie zrobione przez filtr czerwony wymagało 8 minut naświetlania. Z monochromatycznych kolodionowych negatywów zrobiono następnie pozytywy rzutując ich obrazy przez filtry o tych samych kolorach na kolodionową płytę.
Obraz z trzech uzyskanych w taki sposób monochromatycznych zdjęć został połączony w jeden obraz barwny korzystając z trzech rzutników wyposażonych w barwne filtry. Jakość tak uzyskanego zdjęcia nie była wysoka, ale potwierdzała teorie Maxwella.
Wykład odbył się 17 maja 1861 w londyńskiej Royal Institution i był pierwszą publiczną prezentacją kolorowej fotografii.
Trzy zdjęcia Suttona zachowały się do dzisiejszych czasów i są przechowywane w zamienionym w muzeum domu, w którym urodził się Maxwell, przy 14 India Street w Edynburgu.

## Analiza
Trzy zdjęcia Suttona zrobione w taki oryginalny wówczas sposób potwierdziły teorie Maxwella, ale późniejsza analiza materiałów użytych do ich stworzenia wykazała, że nie powinny one się były w ogóle udać, ponieważ materiał światłoczuły używany w procesie kolodionowym był wrażliwy tylko na niebieskie światło, a więc użycie filtrów zielonego i czerwonego nie powinno było pozwolić na uzyskanie żadnego obrazu.
Zagadka została rozwiązana dopiero w 1961 przez Ralpha Evansa pracującego w Kodak Research Laboratory, który odtworzył eksperyment Suttona. Zielony filtr użyty przez Suttona w rzeczywistości był zielono-niebieski i przepuszczał dość niebieskiego światła, aby pozwolić na uzyskanie obrazu, za to jak się okazało w trakcie powtórzonego eksperymentu filtr czerwony przepuszczał także promieniowanie ultrafioletowe. Szczęśliwym dla Suttona i Maxwella zbiegiem okoliczności wiele naturalnych czerwonych barwników odbija nadfiolet i w rzeczywistości na zdjęciu zrobionym przez czerwony filtr nie zarejestrowali oni czerwonych barw na tartanowej wstążce, ale raczej odbite przez nie promieniowanie ultrafioletowe.